# Malaconothrus ashizuriensis
Malaconothrus ashizuriensis är en kvalsterart som beskrevs av K. Fujikawa 2005. Malaconothrus ashizuriensis ingår i släktet Malaconothrus och familjen Malaconothridae. Inga underarter finns listade i Catalogue of Life.